# کاکیزاکی کاگه‌ایه
کاکیزاکی کاگه‌ایه ((به ژاپنی: 柿崎景家 Kakizaki Kageie); ۱ ژانویهٔ ۱۵۱۳ – ۵ دسامبر ۱۵۷۴) سامورایی اهل ولایت اچیگو در ژاپن بود. وی یکی از ژنرال‌های ارشد اوئه‌سوگی کنشین بود.